# François Raimbault
Pour les articles homonymes, voir Raimbault.
François Raimbault (1641-1702), avocat, banquier et maire d'Angers. 
François Raimbault, sieur de la Foucherie, fut avocat au présidial d'Angers.
François Raimbault fut également un officier public qui avait la charge de Banquier en Cour de Rome, tel que défini par un édit royal de 1673. (la fonction de banquier-expéditionnaire de cour de Rome était alors remplie par des avocats au parlement ou présidiaux).
En 1692, il épousa le 13 octobre, sa propre nièce, Jacqueline Courau de Pressiat, fille de sa propre sœur, Jeanne Raimbault et de Sieur Antoine Coureau de Pressiat.
En 1693, François Raimbault fut nommé premier maire perpétuel d’Angers, en vertu de l’édit d’août 1692 et installé le 21 avril 1693. 
Il joua un rôle important lors de la disette de 1693-1694.
Il fut maintenu dans la charge de premier magistrat de la ville jusqu'en 1702, date à laquelle le siège de la mairie d'Angers fut denouveau élective.
Il fut élu le 1er mai 1702, mais il ne put achever son mandat municipal, car il mourut le 7 novembre de cette année-là.